# Termitotrox ancoroides
Termitotrox ancoroides är en skalbaggsart som beskrevs av Rudolph Petrovitz 1956. Termitotrox ancoroides ingår i släktet Termitotrox och familjen Termitotrogidae. Inga underarter finns listade i Catalogue of Life.